# 洛交县
洛交县，中国古县名。
隋朝开皇十六年（596年）置，治所在今陕西省富县。属鄜州。因在洛水之交，故名。大业三年（607年）为上郡治。唐朝时，为鄜州洛交郡治。元朝至元四年（1267年）废。 